# Добыча полезных ископаемых

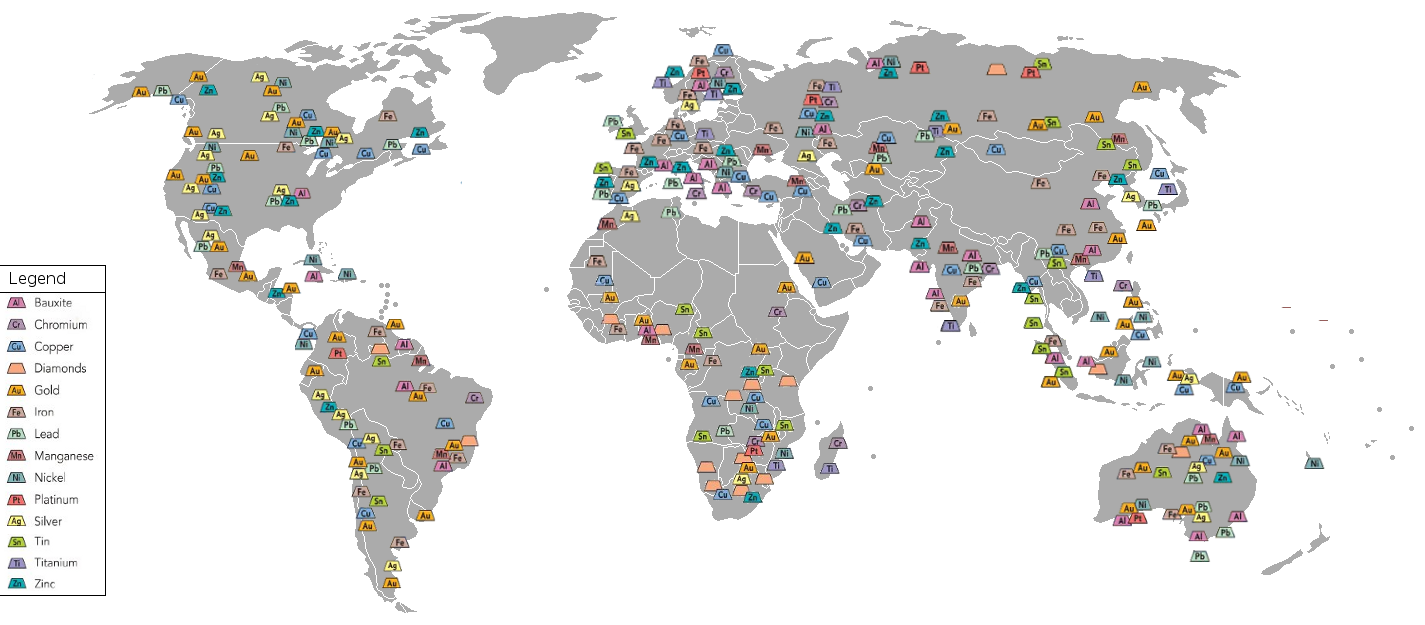
Схематическая карта мест наиболее активных разработок полезных ископаемых

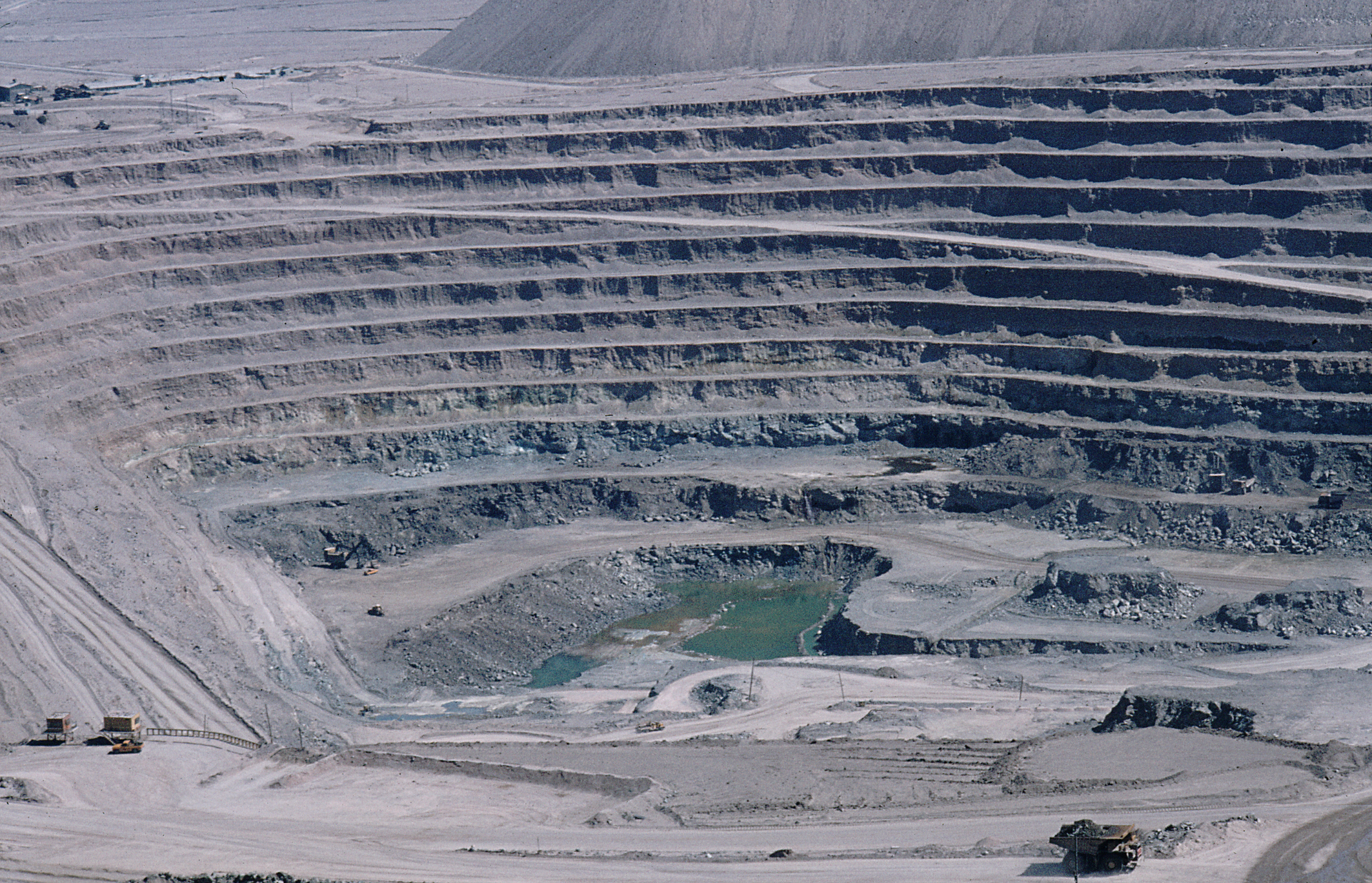
Один из крупнейших в мире карьеров, где добывается медная руда, в Чукикамате, Чили

Добы́ча поле́зных ископа́емых — процесс извлечения твёрдых, жидких и газообразных полезных ископаемых из недр Земли с помощью технических средств. Добыча полезных ископаемых относится к первичному сектору экономики.
Процесс добычи полезных ископаемых заключается в разработке месторождений полезных ископаемых. При разработке месторождений производится выемка полезного ископаемого и транспортировка его к местам дальнейшей переработки или полезного использования.
Термин «Добыча полезных ископаемых» используется также как экономическая категория. Как экономическая категория выражается в объёмных или весовых единицах измерения:
- в кубических метрах (м³) применительно к природному газу, нерудным строительным материалам;
- в тоннах (т) применительно к углю, нефти, рудам, нерудному сырью;
- в м³/сутки применительно к промышленным водам;
- в каратах применительно к драгоценным камням;
- в килограммах (кг) применительно к полудрагоценным камням, камнесамоцветному сырью, пьезооптическому сырью;
- в квадратных метрах (м²) применительно к облицовочному декоративному камню.

## Способы добычи полезных ископаемых
Добыча полезных ископаемых насчитывает многотысячелетнюю историю.
За всю историю человечество выработало различные способы добычи полезных ископаемых.
Добыча твёрдых полезных ископаемых ведётся открытым способом, подземным способом или комбинированным открыто-подземным способом. Открытым способом добывается около 90 % бурых углей, 20 % каменных углей, 70 % руд чёрных и цветных металлов.
Добыча жидких и газообразных полезных ископаемых осуществляется путём бурения с поверхности земли скважин, через которые производится их откачка в специальные хранилища.
Добыча полезных ископаемых, которые залегают непосредственно на поверхности земли (торф, нерудные строительные материалы и некоторые другие) осуществляется с поверхности при полной механизации основных производственных процессов.
Начиная с 1960-х годов, стала развиваться добыча со дна моря твёрдых полезных ископаемых (золото, олово, алмазы, циркон, монацит, ильменит и др.), а также нефти и газа.
Выбор способа добычи полезного ископаемого определяется горно-геологическими условиями залегания полезных ископаемых и обосновывается технико-экономическими расчётами.

## Динамика мировой добычи важнейших видов полезных ископаемых
По мере развития научно-технического прогресса объёмы добычи полезных ископаемых и число их видов непрерывно увеличивались. По подсчётам академика В. И. Вернадского, выполненным в 1915 году, человечеством в античную эпоху добывалось и использовалось всего 19 элементов, в XVIII веке — 28, в XIX веке — 50, в начале XX века — 60. В настоящее время используются все 89 химических элементов, содержащихся в земной коре.
Постоянно увеличивались темпы роста добычи полезных ископаемых. Из всего объёма полезных ископаемых, извлечённых из недр земли за всю историю человечества, преобладающий их объём добыт в XX веке: нефти — 99,5 %, угля — 90 %, железной руды — 87 %, медной руды — 80 %, золота — 70 %. Поиск и освоение новых месторождений охватили практически всю приповерхностную часть земной коры, включая прибрежный шельф и дно Мирового океана.
При этом структура объёмов добычи различных ископаемых меняется по мере развития научно-технического прогресса. Так, например, в период с 1850-х по 1930-е годы, в общем объёме добычи доминировал каменный уголь, в период с 1940-х по 2000-е — нефть, а начиная с 2010-х — природный газ (в том числе и сланцевый). Изменяется и динамика добычи металлических руд: так, доля железной руды в общем объёме добычи непрерывно снижается с начала 1920-х годов (хотя в валовом исчислении — сохраняется и в отдельные периоды растёт), в то время как добыча руд цветных металлов увеличивается. Добыча некоторых полезных ископаемых, например торфа, сокращается в валовом исчислении начиная с 1940-х годов.
На динамику добычи некоторых полезных ископаемых влияет и возможность вторичной переработки. Например объём чёрного металлолома, накопленный в мире уже к началу 1900-х годов составил заметную часть в сырьевой составляющей металлургии, а в 2010-х годах доля металлолома в сырьевой базе превышает 40 %. По некоторым цветным металлам, например свинцу, доля лома в сырьевой составляющей ещё выше. Непрерывно растёт и доля вторичного сырья в производстве пластмасс и изделий из стекла.
Значение некоторых полезных ископаемых по мере развития технологий окончательно утрачивается. Например, в период с 1830-х по 1970-е годы в значительных объёмах добывался природный монокристаллический кварц как пьезооптическое сырьё. По мере развития технологий производства сложных оптических стёкол, пьезокерамики и выращивания искусственных кристаллов значение природного кварца для оптики и электронику утратилось: в оптике его заменили лучшие по характеристикам тяжёлые стёкла и синтетические кристаллы, а в электронике — пьезокерамики, пьезоэлектрические характеристики которых на несколько порядков лучше, чем у кварца. Поэтому в настоящее время природный кварц применяется только ювелирами. Аналогичная ситуация произошла с разновидностями корунда: с сапфиром и рубином, а также с алмазами — природные камни используются только в ювелирном деле, тогда как в технике используются синтетические. Следует отметить и тот факт, что перечисленные природные камни редкие и дорогие, тогда как их искусственное производство сравнительно дешёвый процесс, не требующий дефицитного сырья.